# Mimic (film)
Mimic è un film horror fantascientifico del 1997, diretto da Guillermo del Toro.

## Trama
Due coniugi scienziati cercano il modo di debellare un virus che minaccia le vite di migliaia di bambini newyorkesi. Alla fine vi riescono combinando i DNA di diverse specie, ma gli equilibri naturali sono stati sconvolti e tre anni dopo misteriose creature dalle sembianze di enormi insetti popolano la rete della metropolitana cittadina; queste creature mimano l'aspetto delle loro prede, gli uomini.

## Sequel
Il film ha avuto due seguiti:
- Mimic 2 (2001), diretto da Jean de Segonzac;
- Mimic 3: Sentinel (2003), diretto da J.T. Petty.